# Pathalgaon
Pathalgaon é uma cidade e uma nagar panchayat no distrito de Jashpur, no estado indiano de Chhattisgarh.

## Geografia
Pathalgaon está localizada a 22° 34′ N, 83° 28′ L. Tem uma altitude média de 546 metros (1791 pés).

## Demografia
Segundo o censo de 2001, Pathalgaon tinha uma população de 14 054 habitantes. Os indivíduos do sexo masculino constituem 51% da população e os do sexo feminino 49%. Pathalgaon tem uma taxa de literacia de 70%, superior à média nacional de 59,5%: a literacia no sexo masculino é de 77% e no sexo feminino é de 63%. Em Pathalgaon, 14% da população está abaixo dos 6 anos de idade.